# Nicoline Schubert
Nicoline Schubert (* 23. August 1976 in Lübeck) ist eine deutsche Schauspielerin.

## Leben
Die diplomierte Schauspielerin Nicoline Schubert wuchs in ihrer Geburtsstadt auf und studierte von 1997 bis 2001 an der Hochschule für Musik und Theater Rostock. Ihr Bühnendebüt gab sie 1999 am Volkstheater Rostock, ab 2001 war sie gastweise oder als Ensemblemitglied an verschiedenen Bühnen engagiert, so von 2001 bis 2002 am Schauspiel Köln und daran anschließend bis 2005 am Staatstheater Cottbus. Bis 2010 spielte sie am Meininger Theater, am Staatstheater Karlsruhe, am Essener Grillo-Theater und dem Hans Otto Theater in Potsdam. Seit 2011 gehört Schubert dem Ensemble des neuen theater Halle an. Einige ihrer Rollen waren die Eve im Zerbrochnen Krug von Heinrich von Kleist, die Lady Milford in Schillers Kabale und Liebe, die Hermia im Sommernachtstraum von William Shakespeare oder die Titelrolle in Die bitteren Tränen der Petra von Kant von Rainer Werner Fassbinder. Mit dem Einpersonenstück Welche Droge passt zu mir? von Kai Hensel gastiert sie nicht nur in Theatern, sondern auch in Schulen, sozialen Einrichtungen und Gefängnissen.
Im Fernsehen ist Nicoline Schubert nur sporadisch zu sehen. Zum ersten Mal stand sie Anfang der 2000er Jahre für eine Folge aus der Serie Die Cleveren vor der Kamera. Es folgten Rollen in den Fernsehfilmen Callgirl Undercover und Die Lehrerin sowie ein Gastauftritt bei den Rosenheim-Cops. Unter der Regie von Doris Dörrie spielte sie in den Kinostreifen Die Friseuse und Glück. Seit 2011 ist Schubert auch gelegentlich als Sprecherin in Hörspielen tätig.
Nicoline Schubert lebt in Halle (Saale).

## Auszeichnungen
- 2001: Ensemblepreis beim Treffen deutschsprachiger Schauspielschulen[2]
- 2002: Nachwuchsdarstellerpreis Puck der Theatergemeinde Köln[2]

## Filmografie
- 2001: Die Cleveren – Der Messias
- 2007: Chancenlos (Kurzfilm)
- 2008: Kinderleicht (Kurzfilm)
- 2008: Zufallsprinzip (Kurzfilm)
- 2010: Die Friseuse
- 2010: Callgirl Undercover
- 2011: Die Lehrerin
- 2011: Die Rosenheim-Cops – Alles hat seinen Preis
- 2012: Glück
- 2014: Dessau Dancers
- 2021: In aller Freundschaft – Die Krankenschwestern – Zurück ins Leben

## Hörspiele
- 2011: FOXp2: Das Tier spricht – Regie: Sven Stricker
- 2012: Treffen in Dublin – Regie: Judith Lorentz
- 2012: Nachrufe – Regie: Stefan Kanis
- 2014: Vierundzwanzig Wunschzettel – Regie: Gabriele Bigott
- 2015: Flo und Zahnvampir – Regie: Christoph Dietrich
- 2015: Die Überfahrt – Regie: Irene Schuck